# Тагиркент-Казмаляр
Тагиркент-Казмаляр (лезг. ТIигьирдин къазмаяр) — село в Магарамкентском районе Дагестана. Административный центр сельсовета «Тагиркент-Казмалярский».
На территории села действует погранично-пропускной пункт на границе между Азербайджаном и Россией.

## Географическое положение
Расположено в 26 км к северо-востоку от районного центра с. Магарамкент.

## Население
| 1926 | 1939 | 1970  | 1989  | 2002  | 2010  | 2021  |
| ---- | ---- | ----- | ----- | ----- | ----- | ----- |
| 504  | ↗592 | ↗1526 | ↘1490 | ↗2765 | ↗3005 | ↘2783 |